# 시스터 캐리

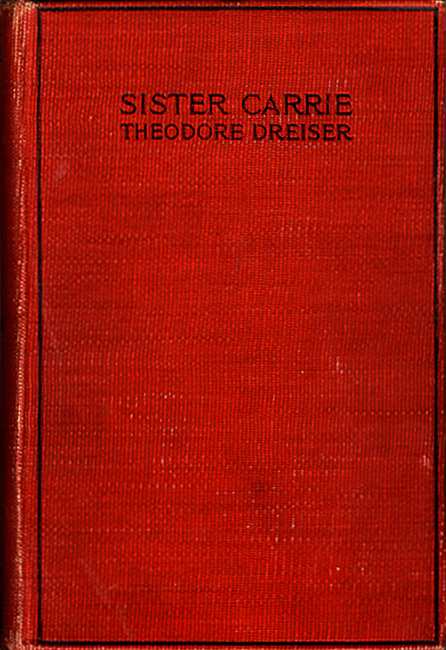

《시스터 캐리》(Sister Carrie)는 시어도어 드라이저의 1900년 장편소설이다. 가난한 가정에서 태어난 드라이저의 출세욕이 작품의 주제가 되고 있다. 18세의 시골처녀 캐리는 시카고로 가는 도중에 알게 된 남자와 동거하다가 술집의 지배인 허스트우드와 뉴욕으로 사랑의 줄행랑을 친다.
그러나 남자는 사업에 실패하는 반면 캐리는 대배우가 되고, 부랑자로 전락한 허스트우드는 자살한다. 드라이저는 자연주의적 방법으로 환경이 지배하는 힘을 묘사하고 인간이 공통적으로 지닌 물욕과 고독한 정신을 묘사했다.